# Mont Worsley
Pour les articles homonymes, voir Worsley.
Le mont Worsley (en anglais : Mount Worsley) est un sommet de la Géorgie du Sud, dans le territoire britannique d'outre-mer de la Géorgie du Sud-et-les îles Sandwich du Sud.

## Toponymie
Cartographié entre 1951 et 1957, il est baptisé par l'UK Antarctic Place-Names Committee d'après Frank Worsley, le commandant de l'Endurance durant l'expédition Endurance (1914-1916). Après la perte du navire, Worsley accompagne Ernest Shackleton dans le voyage du James Caird de l'île de l'Éléphant à la baie du roi Haakon en Géorgie du Sud dans le but de chercher de l'aide. Worsley fait la traversée de l'île jusqu'à la station baleinière de Stromness.